# Marek Domański
Marek Domański (ur. 23 lipca 1921 we Włodzimierzu Wołyńskim, zm. 2002) – polski prozaik, autor sztuk scenicznych.

## Życiorys
Ukończył studia na Wydziale Prawa Katolickiego Uniwersytetu Lubelskiego. Debiutował w 1951 na łamach prasy jako prozaik.

## Wybrana twórczość
- Dom nad jeziorem (1955)
- Klipsy z niebieskich migdałów (1957)
- Ktoś nowy
- Mord w hurtowni
- Pierwszy niewinny
- Porządek rzeczy (1962)
- Siła przebicia

## Adaptacje
- 1967: Mord w hurtowni – Teatr Telewizji (Teatr Sensacji)
- 1968: Horoskop – Teatr Telewizji
- 1968: Kobieta w trudnej sytuacji – Teatr Telewizji
- 1969: Decyzja – Teatr Telewizji
- 1973: Ktoś nowy – Teatr Telewizji
- 2023: Mord w hurtowni – Teatr Telewizji